# Вегнер, Густав
Густав Вегнер (нем. Gustav Wegner; 16 января 1905, Денкте, Германская империя — 23 сентября 1983, Вольфенбюттель, ФРГ) — оберштурмбаннфюрер СС, командир охранных батальонов в концлагере Заксенхаузен.

## Биография
Густав Вегнер родился 16 января 1905 года в семье шахтёра. После окончания обучения на слесаря-сборщика Вегнер начал свою полицейскую карьеру. С 1925 по 1935 год служил в полиции порядка в Гамбурге. В 1933 году вступил в НСДАП (билет № 3278660) и СС (№ 314183). В 1935 году после расформирования земельной полиции был переведён в Имперское министерство авиации и в 1936/37 году был откомандирован оттуда в высшую военно-подготовительную школу в Потсдаме. В качестве специалиста по геодезии до 1938 года работал в правительстве в Потсдаме. В сентябре 1938 года присоединился к отрядам СС «Мёртвая голова» в концлагере Заксенхаузен. В 1939 году был назначен адъютантом командира охранных батальонов. После начала Второй мировой войны был отправлен на фронт и служил в Польше и Франции. Вегнер был награждён железным крестом 2-го класса.
В октябре 1940 года вернулся в Ораниенбург, где стал командиром охранных батальонов. Вегнер участвовал в массовых убийствах 10 000 советских военнопленных осенью 1941 года. Его батальон охранял заключенных во время их отправки в концлагеря Дахау и Освенцим. В мае 1942 года во дворе лагеря был расстрелян 71 член голландского Движения Сопротивления. По свидетельским показаниям, Вегнер присутствовал при казни. В сентябре 1944 года ему было присвоено звание оберштурмбаннфюрера СС, и Вегнер был отправлен на Восточный фронт. С ноября 1944 и до марта 1945 года был командиром танково-истребительного полка СС (1-й румынский). Незадолго до конца войны попал в Мекленбурге в американский плен. Американцы передали его британцами, а те, в свою очередь, советским войскам. 
В 1946 году советский военный трибунал приговорил Вегнера за участие в расстреле голландцев к 25 годам трудовых лагерей. Вегнер полностью отбыл наказание в тюрьмах в советской зоне оккупации и ГДР. В 1971 году после освобождения поселился в ФРГ и переехал к жене в Любек. В декабре 1972 года расследование западногерманских органов против него было прекращено. Ведомство по социальным вопросам Киля присудила Вегнеру за его пребывание в заключении в СССР и ГДР максимальную сумму компенсации в 12 000 дойчмарок. Умер в 1983 году в Вольфенбюттеле.